# Cydosia majuscula
Cydosia majuscula là một loài bướm đêm trong họ Erebidae.